# جرمكان
جرمكان كانت مقاطعة ساسانية مبكرة تقع في شمال بلاد الرافدين، بين نهر الزاب الصغير ونهر ديالى. وكانت عاصمتها كاركا دي بيث سلوخ. حُذفَت المقاطعة في عهد شابور الأول (حكم. 240–270 م) قائمة المحافظات في نقش كعبة زرتوشت [الإنجليزية]، والتي تشير إلى أنها كانت جزءًا من نودشيراغان خلال تلك الفترة. ذُكرَت جرمكان لأول مرة كمقاطعة ساسانية في نقش بايكولي في نارسيه (حكم. 271–293 م) في 293/4، الذي وصف كيف التقى به أرستقراطيو أسورستان، وجرمكان، وشهرزور في حيان نيكاترا من أجل إقناعه بأن يصبح الملك الجديد. قبل مجمع سلوقية قطسيفون [الإنجليزية] في عام 410، دُمجَت جرمكان مع مقاطعة نودشيراغان، وأصبحت تُعرف باسم جارميك ونودارداشيراغان [الإنجليزية].